# AIA Central
AIA Central (友邦金融中心, ранее был известен как AIG Tower) — 40-этажный гонконгский небоскрёб, расположенный в Центральном районе. Построен в 2005 году в стиле модернизма. Общая стоимость проекта составила 513 млн долларов США. Первоначально владельцами здания были американская страховая компания American International Group, сингапурский оператор недвижимости CapitaLand и гонконгский конгломерат Lai Sun Group. Имеется два подземных этажа, 90 парковочных мест. Дизайн небоскрёба напоминает парус китайской джонки — традиционный символ Гонконга.
С 1930-х годов на этом месте располагался первый офис страховой компании AIG в Гонконге. В 1977 году был построен 33-этажный отель Furama Kempinski (110 м), купленный в 1997 году Lai Sun Group и снесённый в 2001—2002 году (после Азиатского финансового кризиса Lai Sun Group была вынуждена продать часть своих активов, в том числе половину акций отеля сингапурско-американскому консорциуму). В июле 2009 года небоскрёб был переименован из AIG Tower в AIA Central (его главным арендатором является страховая компания AIA Group).
|      |           |         |
| Вход | Вестибюль | Квартал |